# Dècada del 570
La dècada del 570 comprèn el període que va des de l'1 de gener del 570 fins al 31 de desembre del 579.

## Esdeveniments
- Guerra entre els perses i l'Imperi Romà d'Orient
- Pesta a Europa
- Invenció de l'alfabet d'Orkhon per escriure el turc

## Personatges destacats
- Leandre de Sevilla
- Leovigild